# Kalimba

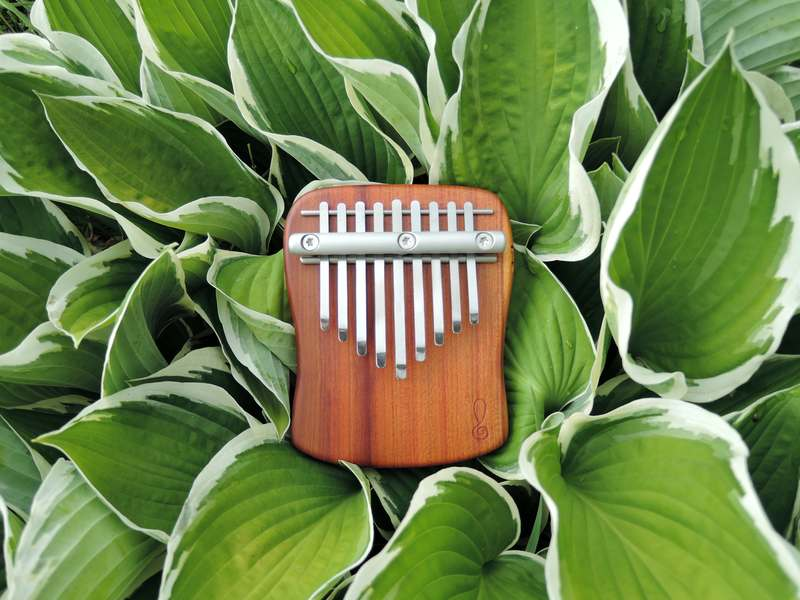
Pentatonická kalimba

Kalimba je intuitivní melodický hudební nástroj, patřící do skupiny zvané lamelofony. To jsou hudební nástroje tvořeny soustavou naladěných lamel – vibrujících „kláves“, které jsou jedním koncem připevněny k ozvučné desce a druhý konec mají volný vibraci.
Kalimba má velikost dospělé dlaně a hraje se na ni převážně brnkáním nehtů palců.

## Historie
Historie kalimby sahá 3000 let zpět do Afriky. V té době byly lamely – vibrující „jazýčky“ – vyráběny z pružného dřeva a zvuk nástroje byl tak mnohem více perkusní, tedy podobný etnickým bicím nástrojům. Zhruba před 1300 lety se kalimbové lamely začaly vyrábět z kovu. Nástroj tak dostal mnohem melodičtější barvu s výrazným dozvukem. Od počátečního zpracování kovu v Africe, přes roztepané hřebíky či jakýkoliv jiný dostupný kovový materiál se kalimba vyvinula až do dnešní „západní“ podoby, která používá moderní slitiny pružinové oceli. Tyto nové materiály vytváří typické “snové” zabarvení s bohatým dozvukem.

## Tradiční africké a moderní varianty
Kalimba měla v Africe řadu jmen, podle způsobu použití a konkrétního jazyka či nářečí. Občas lze najít také termín thumb piano, tedy palcový klavír, ale jméno kalimba je rozšířené nejvíce.
Tradiční africké kalimby se od těch “západních” liší jak svým zpracováním, tak především laděním a s ním spojeným rozmístěním lamel. Africká hudba používá nejen jiné stupnice, ale je i založena na poněkud jiných principech než hudba česká/evropská. Kalimby, se kterými se ve střední Evropě nejčastěji lze setkat, používají běžné západní stupnice jako např. Gdur, amoll, Cdur a to v pentatonické nebo diatonické variantě.
V africké kultuře kalimba plnila funkci nejen hudební, ale také rituální. V USA a Evropě patří kalimba k intuitivním nástrojům vhodným pro hudební začátečníky. Zvláště pentatonické ladění umožňuje hrát každému bez předchozích hudebních dovedností. Na takovou kalimbu hrají děti, dospělí začátečníci a stejně tak senioři.

## Technika hry a ladění

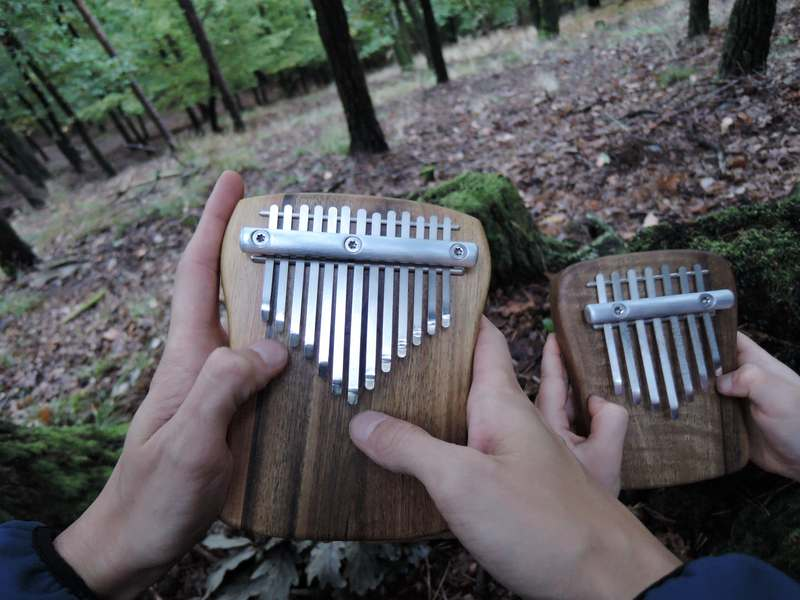
Duo ořešákových kalimb rodič a dítě

Tón je vytvářen brnknutím nehtu o lamelu. Pentatonické ladění zajišťuje, že vše ladí se vším a nástroj je proto vhodný i pro úplné hudební začátečníky. S diatonickým laděním je možné hrát i běžné písně, od dětských říkadel, přes popové skladby až ke klasické hudbě.
Mark Holdaway, propagátor a hráč na kalimbu, vytvořil systém barevného rozlišení lamel, podle kterého se dá lehce orientovat při hře běžných skladeb, ať už podle not, tablatur nebo videonávodů.
V roce 2022 vyšel v ČR první sborník kalimbových not zaměřený na lidové písně a koledy. Autorem je Ondřej Šárek.

## Použití kalimby a druhy nástroje
Kromě intuitivního hraní a snadné přenositelnosti kapesního nástroje má kalimba ještě jednu výjimečnou vlastnost, její vibrační působení. Při držení ozvučné desky v dlaních lze cítit vibrace hudby. Toto využívají jak laici, tak kliničtí muzikoterapeuti pro akusticko-vibrační masáže. Vibrace nástroje jsou natolik vnímatelné, že je kalimba vhodná dokonce pro neslyšící.

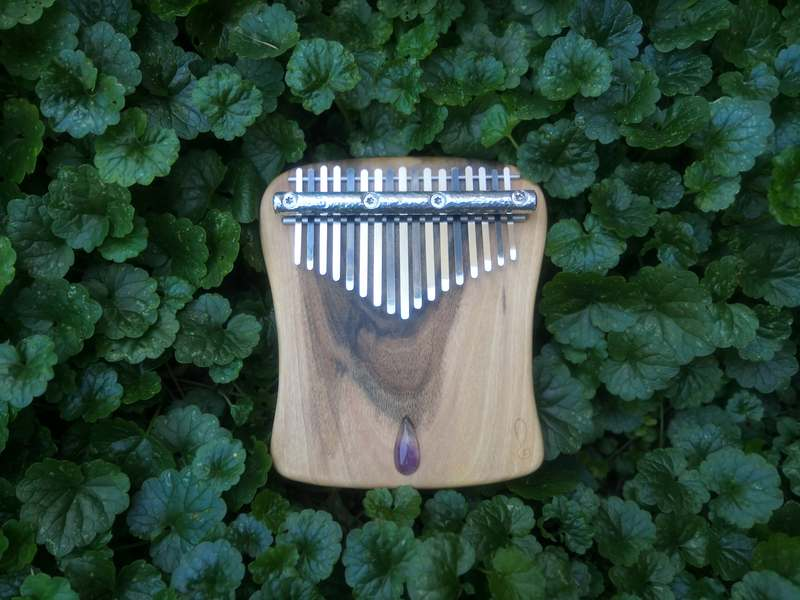
Alikvótní kalimba s drahokamem

Masivní ozvučná deska nebo rezonanční komora jsou dvě základní varianty kalimby. Komora přidává tomuto jemnému nástroji na hlasitosti, avšak za cenu podstatného zkreslení zvuku. Tlustá masivní deska (okolo 2,5 cm) je tišší, zato dosahuje naprosté čistoty zvuku. Kromě těchto dvou variant je nespočet obměn, experimentů nebo speciálních druhů jako je např. kalimba s kovovou ozvučnicí nebo kalimba s laděnými alikvótami.
Alikvóty laděné do harmonické řady přidávají nástroji nadpozemskou barvu zvuku a vytvářejí mnohem čistší harmonie se strunnými nástroji nebo hlasem.

## Výrobci nástroje
Od začátku 21. století se kalimba značně rozšířila díky sociálním sítím. To přineslo velké množství výrobců. Velká část kalimb však nejsou hudební nástroje, ale spíše dětské hračky nebo turistické suvenýry. Ty nejsou běžně ani naladěné a celkově postrádají kvalitu. Dále jsou na trhu velcí tovární výrobci, kteří kalimbu vyrábějí již jako hudební nástroj.
Samostatnou skupinou jsou pak ručně vyráběné kalimby. Ty jsou význačné nejen výborným zvukem, ale také celkově vysokou kvalitou s přidanou hodnotou ruční práce. V roce 2023 jsou v České republice minimálně dva profesionální ruční výrobci.
Kalimba se v 20. letech 21. století stala velmi známou a kromě muzikoterapeutů si ji oblíbily i dříve nehudební rodiny. Podle prodejních statistik velkých hudebních portálů byla o Vánocích roku 2021 nástrojem s nejvíce rostoucím zájmem. Rostoucí zájem o tento malý nástroj je způsoben jeho hlavní myšlenkou o intuitivní hudbě – že každý může být hudebníkem.